# MNM (wrestling)
MNM è stata una stable di wrestling attiva nella World Wrestling Entertainment tra il 2005 e il 2007, composta da Joey Mercury, Johnny Nitro e Melina.
La gimmick del trio era quella delle celebrità di Hollywood: al momento dell'ingresso, infatti, veniva steso un tappeto rosso al quale seguivano alcuni paparazzi.

## Carriera
Adam Birch (Joey Mercury) e John Hennigan (Johnny Nitro) cominciarono la loro carriera da wrestler nella Ohio Valley Wrestling, all'epoca territorio di sviluppo della World Wrestling Entertainment, in cui vinsero l'OVW Southern Tag Team Championship; qui conobbero Melina, che iniziò a fare da manager al duo.
Johnny Nitro debuttò in WWE il 1º marzo 2004, nelle vesti di aiutante ed assistente dell'allora General Manager di Raw, Eric Bischoff; rimase al fianco del General Manager fino alla puntata del 6 giugno 2004, quando fu sconfitto da Eugene in un match che prevedeva il licenziamento del wrestler perdente (kayfabe).
L'esordio degli MNM in WWE risale alla puntata di SmackDown del 7 aprile 2005, quando interferirono nel primo episodio del talk-show Carlito's Cabana di Carlito per attaccare il campione di coppia Rey Mysterio, in quel momento intervistato dall'atleta caraibico. La settimana successiva verniciarono la lowrider dell'altro campione di coppia, Eddie Guerrero, il quale pretese di potersi vendicare in un Tag Team match contro il duo; il General Manager di SmackDown, Theodore Long, accettò le richieste del messicano, ma decise di mettere in palio il WWE Tag Team Championship nel match. Il 21 aprile, a SmackDown, gli MNM riuscirono a vincere l'incontro grazie ad un'interferenza di Melina e diventarono così i nuovi campioni di coppia. Il loro regno durò fino al 24 luglio seguente, quando furono sconfitti dai Legion of Doom (Jon Heidenreich e "Road Warrior" Animal) a Great American Bash. Il 28 ottobre riuscirono però a riconquistare le cinture, dopo avere sconfitto i Legion of Doom, i Mexicools (Psicosis e Super Crazy) ed il team inglese formato da Paul Burchill e William Regal in un Fatal 4-Way Tag Team match. Il 16 dicembre, a SmackDown, gli MNM persero di nuovo i titoli di coppia, questa volta in favore di Batista e Rey Mysterio, ma li recuperarono due settimane più tardi in uno Steel Cage Tag Team match grazie all'aiuto del rientrante Mark Henry.
A partire dalla puntata di SmackDown del 7 aprile 2006, gli MNM subirono una lunga serie di sconfitte per mano del team formato da Brian Kendrick e Paul London; la loro rivalità sfociò in un match titolato svoltosi a Judgment Day, in cui Mercury e Nitro furono sconfitti e persero così le cinture. Nell'estate del 2006 Melina e Nitro furono licenziati da SmackDown (kayfabe) da Theodore Long e si trasferirono a Raw, mentre Joey Mercury venne temporaneamente allontanato dalla WWE poiché risultato positivo ad un test anti-doping svolto nell'ottica del Wellness Program (legit); al termine della sospensione, Mercury fu riammesso nel roster di SmackDown, venendo quindi separato dai suoi ex compagni.
La stable si riunì per qualche mese nel novembre del 2006 per intraprendere una rivalità con gli Hardy Boyz (Jeff Hardy e Matt Hardy); il 3 dicembre 2006, a December to Dismember, gli MNM furono sconfitti dai fratelli Hardy in un Tag Team Ladder match, mentre due settimane più tardi, ad Armageddon, Mercury subì un grave infortunio alla faccia (rottura del naso e ferite multiple all'occhio sinistro) in un Fatal 4-Way Tag Team Ladder match con in palio i titoli di coppia, ma riuscì comunque a portare a termine l'incontro, poi vinto dal team formato da Brian Kendrick e Paul London.
Gli MNM si sciolsero definitivamente il 26 marzo 2007, quando Joey Mercury venne licenziato per problemi di dipendenza dagli antidolorifici.

## Nel wrestling

### Mosse finali
- Joey Mercury
  - Hangman's neckbreaker
- Johnny Nitro
  - Superkick
- Melina
  - Springboard kneeling facebuster

### Musiche d'ingresso
- Paparazzi di Jim Johnston (2005–2007)

## Titoli e riconoscimenti
- World Wrestling Entertainment
  - WWE Tag Team Championship (3) – Joey Mercury e Johnny Nitro
  - WWE Women's Championship (1) – Melina